# Pyxidiophorales
Pyxidiophorales es un orden de hongos en la clase Laboulbeniomycetes. El orden fue creado en 2001 solo contiene a la familia Pyxidiophoraceae, fue circunscrita en 1971. Los Pyxidiophoraceae son mayormente hongos coprófilos que se asocian con ácaros y otros artrópodos. El género tipo, Pyxidiophora, el más grande de los géneros de esta familia contiene unas 20 especies.

## Géneros
- Acariniola
- Ascolanthanus
- Gliocephalis
- Mycorhynchidium
- Mycorhynchus
- Pleurocatena
- Pyxidiophora
- Rhynchonectria
- Thaxteriola